# Mayim Bialik
Mayim Chaya Bialik (* 12. prosince 1975, San Diego, Kalifornie) je americká herečka. Vlastní také doktorát z neurobiologie.

## Životopis
Narodila se v San Diegu v Kalifornii. Tři z jejích čtyř prarodičů jsou imigranti z Polska, Československa a Maďarska. Její jméno v hebrejštině znamená voda. V roce 1989 získala cenu mladých umělců Young Artist Award jako nejlepší mladá herečka filmové komedie či fantasy (Best Young Actress in a Motion Picture Comedy or Fantasy) za roli ve filmu Osudové pláže (Beaches), kde hrála dětskou verzi hlavní postavy ztvárněné Bette Midlerovou. V roce 2010 vstoupila do seriálu Teorie velkého třesku, ale až v 8. díle 4. série se definitivně dostala mezi hlavní postavy. Za tuto postavu obdržela v roce 2016 cenu kritiků Critics' Choice Television Award. Povolání[zdroj⁠?!] Mayim Bialik v oboru neurobiologie se (ne náhodou) shoduje s její rolí v seriálu. V roce 2003 se vdala za Michaela Stonea. Svatba proběhla jako viktoriánský obřad dle klasických židovských zvyků. Mají spolu dva syny. Rozvedli se v roce 2012.

## Filmografie (výběr)
- 1988: Osudové pláže (Beaches)
- 1989: Démon pomsty (Pumpkinhead)
- 1989–1990: MacGyver TVS (5. a 6. řada)
- 1991–1995: Blossom TVS
- 1994: Nepijte vodu TV
- 2005: Fat Actress TVS
- 2005: Kalamazoo?
- 2005–2007: Curb Your Enthusiasm TVS
- 2007: Balls of Steel TV
- 2009: Sběratelé kostí (TV seriál) - S04E20 Popelka v krabici
- 2010: Til Death TVS
- 2010: Tajný život amerických teenagerů (The Secret Life of the American Teenager) TVS
- 2010–2019: Teorie velkého třesku (The Big Bang Theory) TVS